# 金華豚
金華豚（きんかとん）は、中華人民共和国の浙江省の金衢盆地原産の豚の品種である。金華両頭烏（きんかりょうとうお）とも呼ばれる。

## 概要
金華豚は垂れ耳で、頭、首、尻、尾が黒く、他の部分は白い。 尾は長くまっすぐである。 金華豚はその毛色から「両頭烏」と名付けられ、「中国熊猫豚」とも呼ばれている。 金華豚にはⅠ系統（寿字頭）、Ⅱ系統（川字頭）、Ⅲ系統（老鼠頭）の3系統がある。2013年に金華動物畜産獣医局は「金華両頭烏」を中国農産物の地理的表示として登録した。 登録された地理的表示の保護範囲は、東は磐安県の尖山鎮胡田村から、南は武義県の三港郷曳抗口村、西は蘭谿市の水亭畬族郷黄岡塢村、北は浦江県の檀渓鎮周家村までである。
金華豚は成長周期が約300日で分娩体重が約75～80kgであり、成長周期が170日分かつ娩体重が100kgのデュロック種に比べて収量が低く、飼育コストが高いため農家が少なく、中華人民共和国農業部による国家畜家禽遺伝資源保護リストに掲載された。2016年に金華農業局、浙江大学、上海交通大学、広東省農業科学院は、金華豚の市場における競争力を向上させるための特別評価会議を開始。その中で地元が日本の和牛業界に倣って金華豚を肉質等級に細分化する技術標準を開発することに言及した。
金華豚は皮が薄く、脂肪分が多く、肉質が柔らかいため、金華火腿の主原料の一つである。1979年から金華豚はフランスや日本、タイ、カナダなどへの国家贈答品に指定された。1986年11月11日、浙江省は日本の静岡県の一部の団体に金華豚を贈呈した。その後、日本でも平田牧場などで飼育されるようになり、日本の高級豚肉原料の一つとなった。2019年には、日本のスーパーで販売されている真空パックの豚肉300グラムが2,640円でことが報告されている。 さらに静岡県では、デュロック種を交配させることで、金華豚の繊細な味わいとデュロック種の高い歩留まりを併せ持つ、地元の高級ブランド豚肉「フジキンカ」を育成した。